# Kraljeva palača, Rabat
Kraljeva palača ali Dar al-Makzen (arabsko دار المخزن, latinizirano: Hiša Makhzena, berberski jeziki: ⵜⴰⴷⴰⵔⵜ ⵏ ⵎⴿⵣⵏ) je glavna in uradna rezidenca maroškega kralja v Rabatu. Stoji v občini Touarga. Njeno uradno ime je El Mečuar Essaid, lit. 'Prizorišče sreče').

## Zgodovina
Alavijski sultani in kralji so vzdrževali palačo v Rabatu od vladavine sultana Mohameda ben Abdalaha v 18. stoletju, ki je Rabat uporabljal kot eno od svojih cesarskih rezidenc in prenovil kraljeve palače v drugih mestih. Sedanjo stavbo je leta 1864 zgradil Mohamed IV. Maroški, da bi nadomestila starejšo palačo.
Ko je večina Maroka leta 1912 prešla pod francoski nadzor, je kolonialna uprava želela, da bi bil sultan večinoma nameščen na enem mestu, blizu njihovega upravnega sedeža, da bi pokazal, da sprejema novi režim. Čeprav so imeli kralji ob razglasitvi neodvisnosti leta 1955 na voljo številne rezidence, so se odločili, da palačo Dar al-Makzen obdržijo kot glavno palačo monarha.
Nekateri monarhi, zlasti Mohamed V. Maroški, so imeli raje manjšo in razmeroma osamljeno palačo Dar-es-Salaam, bolj izven središča mesta, ter ohranili Dar al-Makzen kot svojo uradno in upravno rezidenco.
Več pomembnih dogodkov v življenju več maroških kraljev se je zgodilo v palači, vključno z rojstvom Hasana II. leta 1929 in poročno slovesnostjo Mohameda VI. in Salme Bennani leta 2002.

## Projektiranje in gradnja
Palača stoji na koncu mečuarja, velikega paradnega prostora, ki vsebuje tudi majhno mošejo. Mečuar se uporablja za velika javna srečanja, kot je bila vrnitev iz izgnanstva Mohameda V. leta 1955.
Poleg življenjskega prostora za kralja in kraljevo družino je na voljo tudi nastanitev za maroško kraljevo gardo. Kompleks palače vsebuje tudi Collège Royal, šolo za starejše člane kraljeve družine, kuharsko šolo in knjižnico v pritličju, zgrajeno za zbirko rokopisov Hasana II..
Palačo obkrožajo obsežni vrtovi in zemljišča, na zasnovo katerih so vplivali francoska formalnost, tradicionalni arabski motivi in lokalna hortikultura.

## Delovanje
Kraljeva palača ni dostopna obiskovalcem; ko Touargo prečkate po njeni glavni arteriji, med ustavljanjem še vedno vidite med drugim njeno fasado. Tam živi in dela približno 2000 ljudi.